# Neisi Dajomes
Neisi Patricia Barrera Dajomes (ur. 12 maja 1998 w Puyo) – ekwadorska sztangistka, mistrzyni olimpijska,trzykrotna medalistka mistrzostw świata.
Trzykrotna mistrzyni świata juniorek: dwukrotnie w kategorii do 75 kg (2017, 2018) oraz w kategorii do 69 kg (2016). Rekordzistka świata juniorek w kategorii do 76 kg z wynikiem 259 kg. Rezultat ten osiągnęła w mistrzostwach świata w Aszchabadzie w 2018 roku, w których zdobyła brązowy medal. Zdobyła też srebro na mistrzostwach świata w Anaheim w 2017 roku oraz kolejny brązowy podczas mistrzostw świata w Pattayi rok później.
Uczestniczka igrzysk olimpijskich w Rio de Janeiro w 2016 roku, gdzie zajęła 7. miejsce. Na rozgrywanych cztery lata później igrzyskach olimpijskich w Tokio wywalczyła złoty medal w kategorii do 76 kg. W zawodach tych wyprzedziła na podium Katherine Nye z USA i Meksykankę Aremi Fuentes.

## Osiągnięcia
| Rok  | Zawody                      | Miasto         | Miejsce | Kategoria | Wynik  |
| ---- | --------------------------- | -------------- | ------- | --------- | ------ |
| 2015 | Igrzyska panamerykańskie    | Toronto        | 2.      | 69 kg     | 225 kg |
| 2015 | Mistrzostwa świata          | Houston        | 10.     | 69 kg     | 233 kg |
| 2016 | Mistrzostwa świata juniorów | Tbilisi        | 1.      | 69 kg     | 255 kg |
| 2016 | Igrzyska olimpijskie        | Rio de Janeiro | 7.      | 69 kg     | 237 kg |
| 2017 | Mistrzostwa świata juniorów | Tokio          | 1.      | 75 kg     | 242 kg |
| 2017 | Mistrzostwa świata          | Anaheim        | 2.      | 75 kg     | 240 kg |
| 2018 | Mistrzostwa świata juniorów | Taszkent       | 1.      | 75 kg     | 255 kg |
| 2018 | Mistrzostwa świata          | Aszchabad      | 3.      | 76 kg     | 259 kg |
| 2019 | Igrzyska panamerykańskie    | Lima           | 1.      | 76 kg     | 255 kg |
| 2019 | Mistrzostwa świata          | Pattaya        | 3.      | 76 kg     | 245 kg |
| 2021 | Letnie igrzyska olimpijskie | Tokio          | 1.      | 76 kg     | 263 kg |